# 古王集乡
古王集乡，是中华人民共和国河南省商丘市虞城县下辖的一个乡镇级行政单位。

## 行政区划
古王集乡下辖以下地区：
古王集西村、潘耿庄村、古王集东村、马庄村、苗庄村、荣庄村、潘小楼村、左窑村、侯楼村、官庄村、南李楼村、刘小庙村、南祝庄村、李大夫庄村、老庄村、王双楼村、沈平楼村和孙门楼村。